# Gwynedd
Gwynedd er et walisisk grevskab, opkaldt efter et gammelt kongedømme af samme navn. Gwynedd er en af de største walisiske grevskaber efter areal, men er meget tyndt befolket. En relativt stor del af befolkningen taler walisisk.
Turisme er et vigtigt erhverv.
Gwynedd huser bl.a. huser nationalparken Snowdonia med Wales højeste bjerg.

## Byer
- Caernarfon: Hovedbyen i Gwynedd. Har en af Wales største fæstninger (Caernarfon Castle), hvor kroningen af Prinsen af Wales finder sted.
- Bangor: Det eneste universitet i Gwynedd ligger her.
- Blaenau Ffestiniog; Hovedbyen for Wales skiferindustri, men kun én mine er stadig i drift.
- Dolgellau: Har en guldmine, der stadig er i drift.
- Llanberis: Udgangspunkt for de fleste ture til toppen af bjerget Snowdonia.
- Porthmadog: Turistby og trafikknudepunkt ved sydvestkysten.

Gwynedd har et stort antal smalsporede jernbaner, de såkaldte "Great Little trains", der opereres af forskellige jernbaneklubber – enkelte kører med passagerer hele året.
I grevskabet ligger en del velbevarede normanniske borge, eksempelvis Harlech, Bangor og Conwy. Kong Edvards borge og bymure i Gwynedd er så unikke, at de i 1986 blev optaget på UNESCOs Verdensarvsliste.
Jernbanerne, de mange borge og andre historiske steder og den storslåede natur med Snowdonia i centrum gør Gwynedd til et velbesøgt turistmål for englændere.

## Galleri
- Snowdonia.
- Harlech Castle.